# محمد النشائي
محمد النشائي فيزيائى نظرى ومهندس مصري

## نظرية المقطع الذهبي
هو صاحب «نظرية المقطع الذهبي في فيزياء الكم»، حيث قال عنها: «لقد توصلت إليها منذ عام 1991 وقدمت حوالى 5 بحوث جديدة فيها، واتهمت وقتها بالجنون، ولكن وبعد مرور نحو 19 عاماً، يأتي علماء تجريبيون يقولون إن ما توصل إليه النشائى نظرياً هو صحيح 100٪، وهذا إنجاز علمى كبير».

## قضية تشهير مجلة نيتشر
في عام 2008 نشرت مجلة نيتشر البريطانية مقالاً من كويرين شيرماير يزعم أن منشورات النشائي لا تخضع لمراجعة الأقران، حيث يتم تقييم الأبحاث العلمية من بعض خبراء المجال قبل نشرها. كما أنه لا يمكن اثبات انتمائه لمؤسسات علمية الذي يدعيه النشائي. قام النشائي برفع قضية تشهير ضد المجلة، ولكن تم رفع القضية في يوليا عام 2012 حيث حُكم أن مقال نيتشر «صحيح إلى حد كبير» واحتوى على «تعليقات صادقة» وأن المقال نتج عن «صحافة موثوق فيها». أشار نص الحكم أن النشائي لم يقدم أي دليل وثائقي عن اخضاع منشوراته لمراجعة الأقران.

## الظهور الاعلامي
ظهر النشائي في الاعلام المصري عام 2022م من خلال الاذاعة المصرية مع الاذاعية مها حسان والروائي سيد عبد العزيز، وتحدث عن نشأته واخر مشروعاتة وعن اكتشافة الاخير وسر نظريتة في توليد الطاقة من الفراغ، واشار خلال اللقاء قائلا "التكبر كلمة ليس لها معني ودليل على الغباء، عظمة المصريين من التواضع واحنا اكثر ديمقراطية وتواضع ولا نستغل أحد، قال لي أستاذي لا تتكبر وهذه الكلمة لا أنساها حتي يومنا هذا، أنا فضلي على نفسي حتي في العلم صفر ففضل الله عليا أني مصري" ولكن يبدو ان العالم المصري كان يشير من خلال حديثة الي بعض القيم النادرة والمواقف التى واجهتة.

## وصلات خارجية
- موقع النشائي
- مدونة النشائي
- المقطع الذهبي في ميكانيكا الكم والطاقات العليا في الطبيعة
- ملف صور تكريمه